# Lokets favoriter
Lokets favoriter är en volym med svenska låtar på fyra utgåvor med tre CD-skivor valda av Leif "Loket" Olsson. Den första utgåvan består av låtar av artister som medverkat i Bingolotto, vilket de andra utgåvorna inte består av. Samtliga album sålde guld. Albumen släpptes av Frituna och TV4 Vision. Den andra utgåvan har i Aftonbladet beskrivits som att den har imponerande bredd och föredömlig aktualitet. Den första utgåvan såldes i 111 000 exemplar och de tre första sammanlagt i 250 000 exemplar. Den fjärde och sista versionen har jämförts med Svensktoppen 30 år som släpptes samma period.

## Låtlista

### Volym 1

#### CD 1
1. Vikingarna - Kan man älska nå'n på avstånd
2. Streaplers - Till min kära
3. Ann-Cathrine Wiklander - Kärleken
4. Tommys - Vår dotter
5. Jan Malmsjö - Hallelujah
6. Hasse Andersson, Monica Forsberg och Kvinnaböske Band - Har jag sagt till dig i dag
7. Grönwalls - Regn i mitt hjärta
8. Alf Robertson - En liten femöres kola
9. Matz Ztefanz med Lailaz - Evert
10. Ingmar Nordström - Moonlight Serenade
11. Matz Bladhs - Vid Silverforsens strand
12. Wizex - Länge leve kärleken
13. Roland Cedermark - Mosippan
14. Lasse Lönndahl - Kvällens sista dans
15. Hans Josefsson - Inbjudan till Bohuslän
16. Shanes - Vem får följa dig hem
17. Helene & Gänget - Segla din båt i hamn
18. Danne Stråhed - Vallmoblomman

#### CD 2
1. Thorleifs - En liten ängel
2. Arvingarna - De ensammas promenad
3. Candela med Jenny Öhlund - När du ser på mig
4. Lasse Stefanz - I ett fotoalbum
5. Schytts - Natten tänder sina ljus
6. Anders Engbergs med Charlotte Nilsson - Av hela mitt hjärta
7. Sten & Stanley - Vågar du så vågar jag
8. Curt Haagers - California blue
9. Christina Lindbergs - Vind och vågor
10. Tony Eriksson - Under ekars djupa grönska
11. Sven-Bertil Taube - Sjösalavals
12. Umberto Marcato - Volare
13. Kikki Danielssons - Ett hus med många rum
14. Simons - Nyanser
15. Totta Näslund - En clown i mina kläder
16. Lena Philipsson - Bästa vänner
17. Tiffany - Lika blå som dina ögon
18. Fernandoz - När ett hjärta har älskat

#### CD 3
1. Sven-Ingvars - Älskar du mig
2. Flamingokvintetten - Lata dagar med dig
3. Lotta Engbergs - Åh vad jag älskade dig just då
4. Barbados - Hold Me
5. Göran Lindbergs - Den röda stugan
6. Black Jack - Inget stoppar oss nu
7. Kellys - Ett litet hjärta av guld
8. Mats Rådberg & Rankarna - Peta in en pinne i brasan
9. Lasse Berghagen - Inte bara drömmar
10. Robert Wells - Spanish Rhapsody
11. Henrik Åberg - Du är alltid en del utav mej
12. Drifters med Marie Arturén - Kommer tid kommer råd
13. Tommy Körberg - When I Fall in Love
14. Stefan Ljungqvist - Morfar har berättat
15. Nick Borgens - We Are All the Winners
16. Elisabeth Andreasson - Nocturne
17. Seastars - Midnight Blue
18. Dansbandslandslaget - Go'a gubbar

### Volym 2

#### CD 1
1. Vikingarna - En slant i fontänen
2. Lasse Berghagen - Sträck ut din hand
3. Alf Robertson - Hundar, ungar och hembryggt äppelvin
4. Anita Lindblom - Kring de små husen i gränderna vid hamnen
5. Lasse Stefanz - Du försvann som en vind
6. Sven-Ingvars - Önskebrunnen
7. Lill-Babs - Välkommen till världen
8. Sten & Stanley - Jag har inte tid
9. Jan Malmsjö - Vår bästa tid är nu
10. Barbados - Rosalita
11. Matz Bladhs - Ljus och värme
12. Sten-Åke Cederhök - När lyktorna tänds på andra sidan bron
13. Schytts - En ängel i mitt hus
14. Fernandoz - Dina ögon svarar ja
15. Lotta Engbergs - Stanna en stund
16. Robert Wells - Fairytale
17. Danne Stråhed - La'de'leva
18. Ulf Lundell - Öppna landskap

#### CD 2
1. Wizex - Mjölnarens Irene
2. Roland Cedermark - Nu är det lördag igen
3. Ingmar Nordströms - Gösta Gigolo ("Schöner Gigolo, armer Gigolo")
4. Ove Köhler - Den gamla dansbanan
5. Ernie Englund - Gotländsk sommarnatt
6. Helene & Gänget - Som ett ljus
7. Hasse Andersson & Kvinnaböskeband - Änglahund
8. Henrik Åberg - Love me Tender
9. Stefan Ljungqvist - Lille klumpedump
10. Vikingarna - Den stora dagen
11. Lotta & Anders Engbergs - Kär och galen
12. Thorleifs - Gråt inga tårar
13. Curt Haagers - I rosenrött jag drömmer
14. Lars Lönndahl - Midnattstango
15. Streaplers - Älskar, älskar inte
16. Leander, Zarah - Sång om syrsor
17. Arvingarna - Pamela
18. Jerry Williams - Vintersaga

#### CD 3
1. Tommy Körberg - Drömmen om Elin
2. Sven-Ingvars - Två mörka ögon
3. Sten & Stanley - En sång om kärlek
4. Grönwalls - Vem
5. Jan Öjlers - Natten har tusen ögon
6. Wahlströms - Blå, blå ögon
7. Flamingokvintetten - Hon är sexton år idag
8. Sölve Strand Kapell - En afton vid Mjörn
9. Tone Norum & Tommy Nilsson - Allt som jag känner
10. Vikingarna - Till mitt eget blue Hawaii
11. Ingmar Nordström - Amazing Grace
12. Towa Carson - Varför är solen så röd
13. Thorleifs - Ingen får mig att längta som du
14. Trio me Bumba - Man ska leva för varandra
15. Kikki Danielsson & Roosarna - Hem till Norden
16. Gunnar Wiklund - Nu tändas åter ljusen i vår lilla stad
17. Christer Sjögren - Var jag går i skogar, berg och dalar
18. Sven-Bertil Taube - Inbjudan till Bohuslän

### Volym 3

#### CD 1
1. Vikingarna - Livet går ej i repris
2. Joyride - God morgon världen
3. Gunnar Wiklund - Vi ska gå hand i hand
4. Hootenanny Singers - Där björkarna susa
5. Robert Wells - Anitra’s Dance
6. Totta Näslund & Sharon Dyall - Utan dej
7. Staffan Percy - Drömmens skepp
8. Schytts - Kom tätt intill, dansa nära
9. Sven-Bertil Taube - Änglamark
10. Anita Lindblom - Jag vet ett litet hotell
11. Flamingokvintetten - Kärleksbrev i Sanden
12. Hasse Andersson - Skomagare Anton
13. Ingmar Nordströms - The Elephant Song
14. Agnetha Fältskog - Om tårar vore guld
15. Christer Sjögren - Jag har hört om en stad
16. Thorleifs - Ingen får mig att längta som du
17. Alf Robertson - Månen över Uppland
18. Stefan Borsch - Vid en liten fiskehamn

#### CD 2
1. Carola - Blott en dag
2. Streaplers - De tusen öars land
3. Tommys - En stulen kyss
4. Lill-Babs - Gröna, granna, sköna, sanna sommar
5. Arne Lamberth - O Mein Papa
6. Stefan Ljungqvist - Lördag på långedrag
7. Sten & Stanley - Jag vill vara din, Margareta
8. Lasse Stefanz & Christina Lindberg - De sista ljuva åren
9. Bertil Boo - Hälsa dem därhemma
10. The Hep Stars - I natt jag drömde
11. Vikingarna - Liljor (Give Me Flowers While I'm Living)
12. Lill Lindfors - Du är den ende
13. Roland Cedermark - Flicka från Backafall
14. Sven-Ingvars - Ett litet rött paket
15. Jan Höiland - En natt i Moskva
16. Lotta & Anders Engbergs - Fyra Bugg & en Coca Cola
17. Fernandoz - Störst av allt är kärleken
18. Lasse Berghagen - Som en blänkande silvertråd

#### CD 3
1. Barbados - Kom hem
2. Vikingarna - Sjömannen och stjärnan
3. Thory Bernhards - Vildandens sång
4. Ingmar Nordström - Nocturne
5. Wahlströms - Lovar och svär
6. Mats Paulson - Visa vid vindens ängar
7. Idolerna - Här kommer kärleken
8. Cacka Israelsson - Gamle Svarten
9. Kellys - När ditt hjärta slår för någon
10. Tommy Körberg - Edelweiss
11. Arvingarna - Linda går
12. Danne Stråhed - En lilja i dalen
13. Ann-Louise Hanson - Vita rosor från Aten
14. Carl Jularbos Kvintett - Konvaljens avsked
15. Black Jack - Nu är det lördag
16. Brita Borg - Utsikt från en bro
17. Lasse Berghagen & Jan Malmsjö - Då är sommaren säkert här
18. Friends - Lyssna till ditt hjärta

### Volym 4

#### CD 1
1. Vikingarna - Ett liv i kärlek
2. Lasse Stefanz - Soldränkta stränder
3. Kikki, Bettan & Lotta - Vem e' de' du vill ha
4. Lars Berghagen - Från kust till kust
5. Hans Martin - Kärleken
6. Kellys - Upp mot stjärnorna
7. Danne Stråhed - Långt bort i skogen
8. Stefan Borsch - Inga blommor växer på en sjömans grav
9. Sten & Stanley - Grindslanten
10. Alf Robertson - I mina skor
11. Arvingarna - Jeannie
12. Friends - Vi behöver varann
13. Göran Lindberg - Blå violer
14. Mats Paulson - Barfotavisan
15. Roland Cedermark - Barndomshemmet
16. Perikles - Var ska vi sova inatt
17. Curt Haagers - Det liv jag delar med dig
18. Mats Bladhs - Tusen bitar

#### CD 2
1. Vikingarna - Tiotusen röda rosor
2. Anna-Lena Löfgren - Lyckliga gatan
3. Fernadoz - Tomma löften
4. Gunnar Wiklund - Han måste gå
5. Berth Idofs - Små små ord
6. Idolerna - Sommar
7. Flamingokvintetten - Lilla Ann
8. Helene & Gänget - Så speglas kärleken
9. Sven-Ingvars - Min Gitarr
10. Nick Borgen - Du e' de' finaste jag vet
11. Thorleifs - Med dig vill jag leva
12. Trio med Bumba - Spel-Olles gånglåt
13. Lotta Engberg - En liten stund på Jorden
14. Thor Görans - En vän för livet
15. Black Jack - Får jag låna din fru ikväll
16. Thor-Erics - Sju ensamma kvällar
17. Dalapolisens Spelmän - Bränd-Pers vals
18. Schytts - Det finns tid

#### CD 3
1. Sven-Ingvars - Byns enda blondin
2. Sten & Stanley - Rosor doftar alltid som mest när det skymmer
3. Hasse Andersson - Boots och nya jeans
4. Leif Bloms - Hälsa Mikael från mig
5. Streaplers - Änglasjäl
6. Barbados - Världen utanför
7. Eddie Oliva & Cyndee Peters - Vara vänner
8. Ingmar Nordström - Violer till mor
9. Vikingarna - Leende guldbruna ögon
10. Eldorados - I min lilla värld av blommor
11. Wisex - Tack för idag
12. Wahlströms - Utan att säga farväl
13. Ronnie Sahlén - Tack för de stunder du gav mig
14. Harry Brandelius - Ungmön på käringön
15. Jigs - Hallå du gamle indian
16. Christer Sjögren - Jag skall gå genom tysta skyar
17. Karl Grönstedt - Månsken över Ångermanlandälven
18. Totta Näslund & Josefin Nilsson - Alltid inom mig